# José Cabrera (Fußballspieler, 1967)
José Miguel Cabrera Veloso (* 6. Juni 1967 in Santiago) ist ein ehemaliger chilenischer Fußballspieler auf der Position eines linken Außenverteidigers. 

## Karriere
José Cabrera, auch als Lito Cabrera bekannt, begann 1986 seine Karriere bei Unión Española, bei dem er bereits in der Jugend gespielt hatte. 1991 wurde er an Provincial Osorno verliehen und 1993 wechselte er fest zum CD Palestino. Anschließend kam er bei den brasilianischen Vereinen Sport Recife und XV de Piracicaba kaum zu Einsatzzeit und kehrte zu Palestino zurück. Nach einer Station bei den Santiago Wanderers beendete er seine Karriere 1997 im Trikot seines Jugendvereins Unión Española. Größte Erfolge waren die Titel in der Copa Chile 1992 und 1993.

## Erfolge
Unión Española
- Chilenischer Pokalsieger: 1992, 1993